# Józef Kalasanty Lwowicz
Józef Kalasanty Lwowicz (ur. 1794, zm. 1857 w Dołhinowie) – polski pijar, filareta, nauczyciel. 
Wstąpił do zakonu pijarów, gdzie przybrał imię Kalasanty od św. Cyriaka. Studiował na Cesarskim Uniwersytecie Wileńskim, gdzie należał do Towarzystwa Filaretów. Widniał na liście uczniów Uniwersytetu Wileńskiego Oddziału Fizycznego z r. 1820/1 jako x. Kalasanty Lwowicz. W 1822 wymieniony jest jako prenumerator wydania poezji Adama Mickiewicza
Po studiach uczył matematyki w Połocku. Następnie aresztowany w ramach śledztwa Nowosilcowa i przetrzymywany w klasztorze Księży Bazylianów, co zostało uwiecznione przez Adama Mickiewicza w „Dziadach". Na mocy wyroku został pozbawiony na zawsze obowiązków nauczycielskich i oddany pod nadzór zwierzchności duchownej.
W latach 1842–1843 przebywał w parafii Kościeniewicze w diecezji mińskiej. Został proboszczem parafii w Dołhinowie, gdzie ofiarnie posługiwał przyczyniając się do wzniesienia murowanego kościoła w 1853 r.
5 czerwca 1857 r. we wsi Kamień w pobłogosławił wyruszająca stamtąd wodną ekspedycję hrabiego Konstantego Tyszkiewicza wzdłuż rzeki Wilii.